# Нові пригоди Аладдіна
Нові пригоди Аладдіна (фр. Les Nouvelles Aventures d'Aladin) — французька кінокомедія 2015 року режисера Артура Бензакена з Кевом Адамсом у головній ролі. У 2018 році випущено сиквел під назвою «Абсолютно нові пригоди Аладдіна».

## Сюжет
Дрібні злодії Сем і Халід заходять напередодні Різдва у великий паризький універмаг, щоб обчистити його відразу після закриття, для маскування одягнувши костюми Санта-Клаусів. Коли нічого не підозрюючі дітлахи просять Санту — Сема розповісти їм казку, тому не залишається нічого іншого як розповісти свою версію казки про Аладіна.

## У ролях
| Актор          | Роль                   |
| -------------- | ---------------------- |
| Кев Адамс      | Аладдін / Сем          |
| Вільям Лебгіль | Халід                  |
| Жан-Поль Рув   | візир                  |
| Ванесса Гуїд   | принцеса Шаллі / Софія |
| Одрі Лемі      | Рабаба / Барбара       |
| Артур Бензакен | маг                    |
| Ерік Жюдор     | геній                  |
| Мішель Блан    | султан                 |
| Рамзі Бедіа    | Балуад                 |
| La Fouine      | обманщик               |
| Сиріл Хануна   | голос                  |